# Haplidoeme
Haplidoeme is een kevergeslacht uit de familie van de boktorren (Cerambycidae). De wetenschappelijke naam van het geslacht werd voor het eerst geldig gepubliceerd in 1965 door Chemsak & Linsley.

## Soorten
Haplidoeme omvat de volgende soorten:
- Haplidoeme punctata Chemsak & Linsley, 1971
- Haplidoeme schlingeri Chemsak & Linsley, 1965